# Torna viagem
Torna viagem (portug. „von einer Reise zurückkehren“) bezeichnet die in Portugal lange gebräuchliche Methode, bestimmte gespritete Weine, insbesondere jene aus Madeira und Setúbal, gelegentlich aber auch Portweine auf einer Schiffsreise in die portugiesischen Überseeprovinzen, vornehmlich nach Brasilien, reifen zu lassen. 

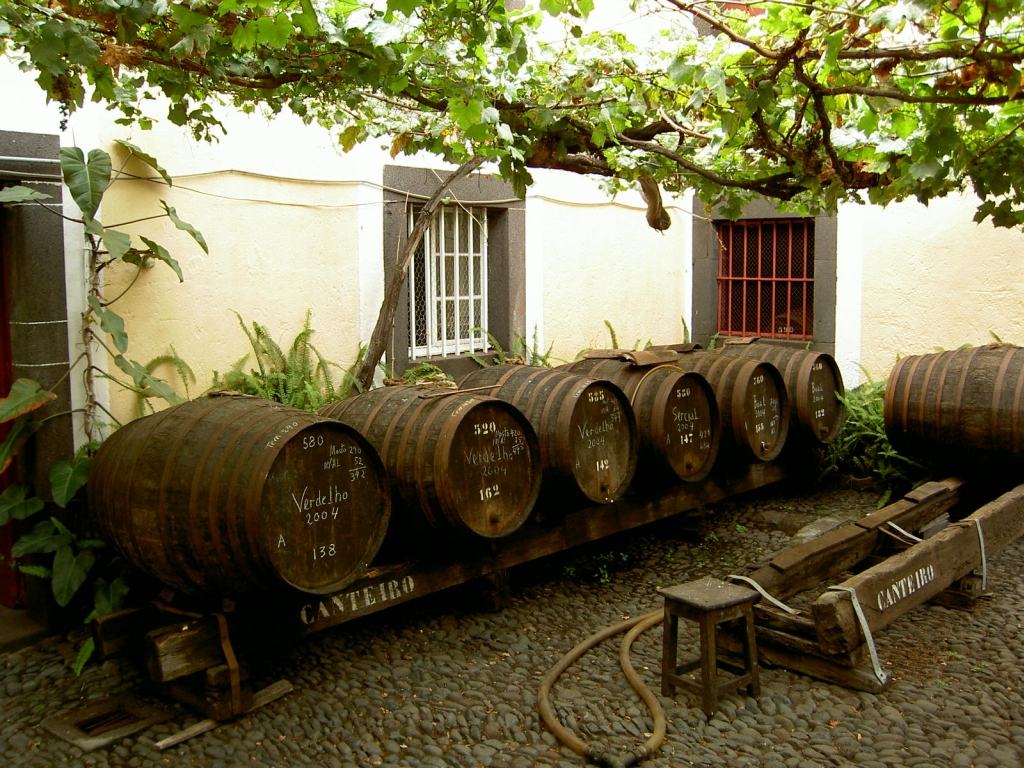
Lagerung von Madeira in einem Hof in Funchal

Süßweine aus Setúbal und von der Insel Madeira wurden in großen Mengen nach Brasilien, aber auch in die anderen portugiesischen Kolonien etwa nach Angola, Mozambique oder Macau exportiert. Überraschenderweise verbesserte sich die Qualität der meist in 600 Liter fassenden Fässern transportierten Weine während der Schiffsreise wesentlich. Man führte diese Verbesserung vor allem auf die Schaukelbewegungen der Schiffe zurück, sodass, vor allem auf Madeira, mechanische Vorrichtungen zum Einsatz kamen, die diese Bewegungen imitierten; eine Qualitätssteigerung ließ sich damit jedoch nicht erzielen. So etablierte sich die Methode, die in Richtung der Kolonien auslaufenden Segelschiffe immer auch mit Fässern hochwertiger Weine zu beladen, die diese auf der Rückreise auch wieder mitnahmen. Weine, die die torna absolviert hatten, wurden als Vinho d roda hochpreisig vermarktet, in den Lagerhäusern gereifte Weine dagegen waren billiger und wurden Vinho Canteiro genannt.
In den Kellern auf Madeira und in einigen Betrieben in Setúbal und Porto lagern noch immer Weine, die mit TVE klassifiziert sind, dem Kürzel für eine abgeschlossene Torna viagem.
Heute weiß man, dass nicht die Schaukelbewegungen der Schiffe für die Qualitätssteigerung verantwortlich waren, sondern die schwankenden Temperaturbedingungen während der Schiffsreise. Vor allem die Erhitzung spielt bei den Madeiraweinen eine wesentliche Rolle, sie erzeugt eben jene typische Madeiranote, die diesen Weinen zugutekommt. Dieser Weincharakter wird heute als maderisiert bezeichnet.